# Джейкобс, Кайл
Кайл Джейкобс (англ. Kyle Jacobs; род. 14 июня 1991, Йоханнесбург) — южноафриканский футболист, полузащитник клуба «Стенхаусмюир».

## Клубная карьера
Молодёжную карьеру провёл в клубе «Ливингстон». 21 февраля 2009 года дебютировал за основную команду в матче против «Данди». Джейкобс появился в 102 матчах национального чемпионата, прежде чем покинул клуб в конце сезона 2012/13.
В августе 2013 года подписал контракт с «Килмарнок» сроком на 6 месяцев. Джейкобс покинул клуб в январе 2014 года после 5 матчей. Позже вернулся в «Ливингстон», подписав контракт сроком на 18 месяцев.
В начале сезона 2015/16 подписал контракт с клубом «Куин оф зе Саут».
23 мая 2019 года подписал однолетний контракт с «Гринок Мортон».

## Достижения
- Чемпион Третьего дивизиона Шотландии: 2009/10
- Чемпион Второго дивизиона Шотландии: 2010/11
- Обладатель Шотландского кубка вызова: 2014/15